# Paterberg
Il Paterberg è una collina delle Ardenne, situata nel comune di Kluisbergen nella regione delle Fiandre, in Belgio, ad un'altezza di 80 metri.

## Ciclismo
La salita, col fondo in pavé e piuttosto stretta, è famosa soprattutto per il passaggio del Giro delle Fiandre, essendo una salita assai impegnativa: nonostante sia lunga meno di 400 metri è uno dei tratti più duri di tutta la corsa, con una pendenza media del 13% e una massima che supera il 20%.  I ciottoli del Paterberg sono monumento protetto dal 1993.